# ادویک
اَدویک (به انگلیسی: Adweek) یک نشریهٔ تجاری آمریکایی است که هفتگی منتشر می‌شود و به تبلیغات اختصاص دارد. ادویک نخستین بار در سال ۱۹۷۸ منتشر شد و در حال حاضر تحت مالکیت پرومتئوس گلوبال مدیا قرار دارد. ادویک پس از ادورتایزینگ ایج دومین نشریهٔ بزرگ تجاری تبلیغاتی در ایالات متحده محسوب می‌شود.